# Patrick Ignjatovic
Patrick Ignjatovic (* 12. August 1982) ist ein ehemaliger österreichischer Fußballspieler.

## Karriere
Ignjatovic begann seine Karriere beim SC Fussach. Zur Saison 1997/98 wechselte er zum FC Höchst, bei dem er ab der Saison 1999/2000 auch für Kampfmannschaft spielte. Zur Saison 2000/01 wechselte er zum Regionalligisten SCR Altach. Zur Saison 2001/02 kehrte er wieder nach Höchst zurück. Zur Saison 2003/04 wechselte er zum Bundesligisten Schwarz-Weiß Bregenz. Sein Debüt in der Bundesliga gab er im Mai 2004 gegen den SV Austria Salzburg. Insgesamt kam er zu zwei Einsätzen in der höchsten Spielklasse für die Bregenzer.
Zur Saison 2004/05 schloss Ignjatovic sich dem Regionalligisten FC Lustenau 07 an. Zur Saison 2005/06 wechselte er in den Osten zur ebenfalls drittklassigen SV Schwechat. Zur Saison 2007/08 wechselte der Mittelfeldspieler innerhalb der Ostliga zum SC Eisenstadt. Im Jänner 2008 zog er weiter zum viertklassigen 1. Simmeringer SC. Für Simmering absolvierte er sieben Partien in der Wiener Stadtliga. Nach der Saison 2007/08 verließ er das Team. Im Februar 2009 legte er seinen Spielerpass zum SK Slovan-Hütteldorfer AC, für den er aber nie spielen sollte.
Im Februar 2010 wechselte Ignjatovic nach Niederösterreich zum achtklassigen SV Stripfing. Für Stripfing spielte er fünfmal in der 2. Klasse, ehe er die Mannschaft nach der Saison 2009/10 wieder verließ. Nach einem Jahr ohne Klub wechselte er zur Saison 2011/12 zum fünftklassigen AS Koma nach Wien. Für Koma absolvierte er 38 Oberligapartien, ehe das Team nach der Saison 2012/13 im ASK Elektra Wien aufging, woraufhin er seine Karriere beendete.